# バランスバイク

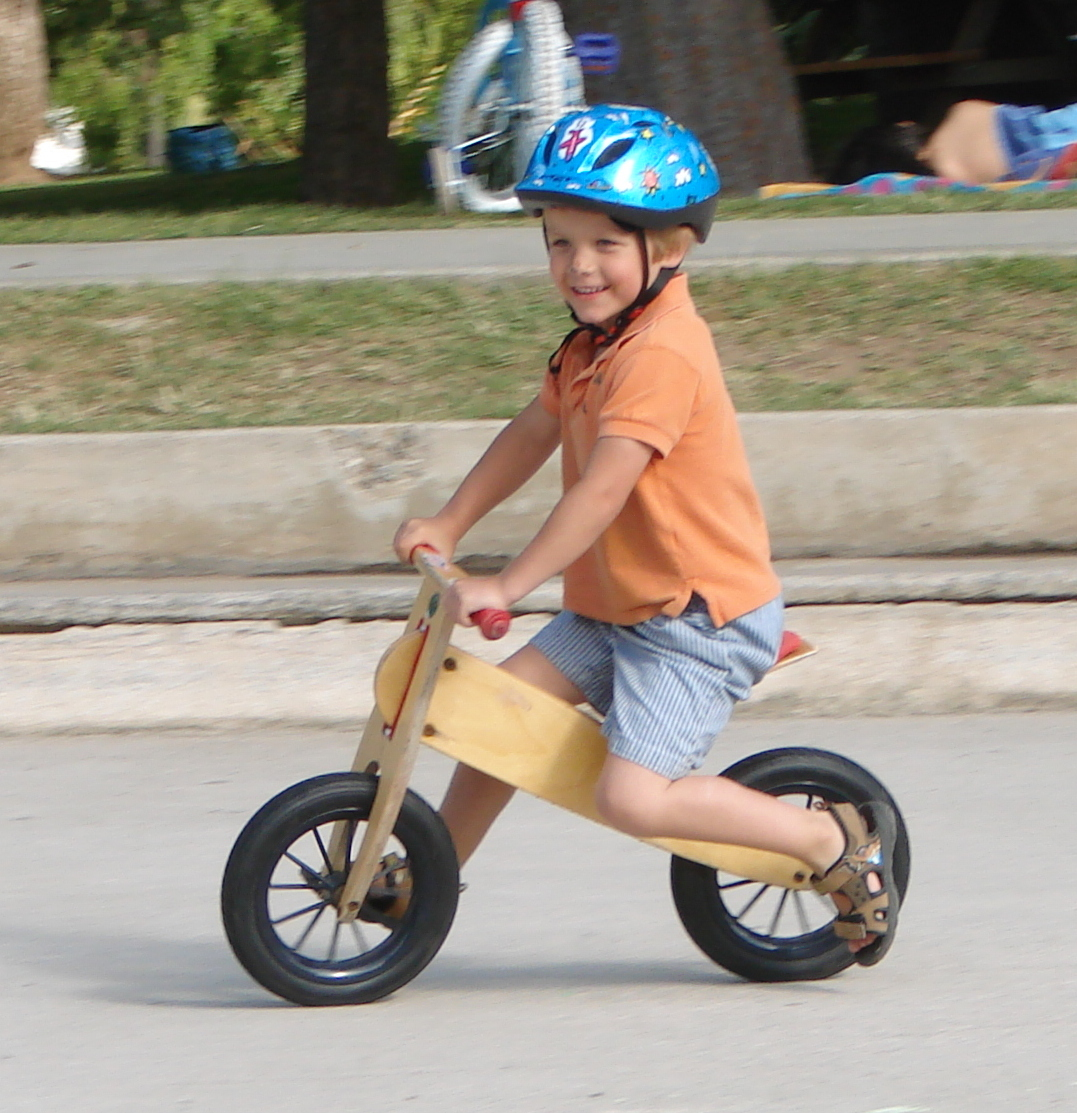
木製のバランスバイク

バランスバイクとは、二輪自転車に近い構造で車輪を回転させる動力伝達機構を持たない二輪車。
推力を得るため乗り手が地面を足で蹴って重心を揺らがせる必要があるため、乗用には『バランスが必要な二輪車』の意味。

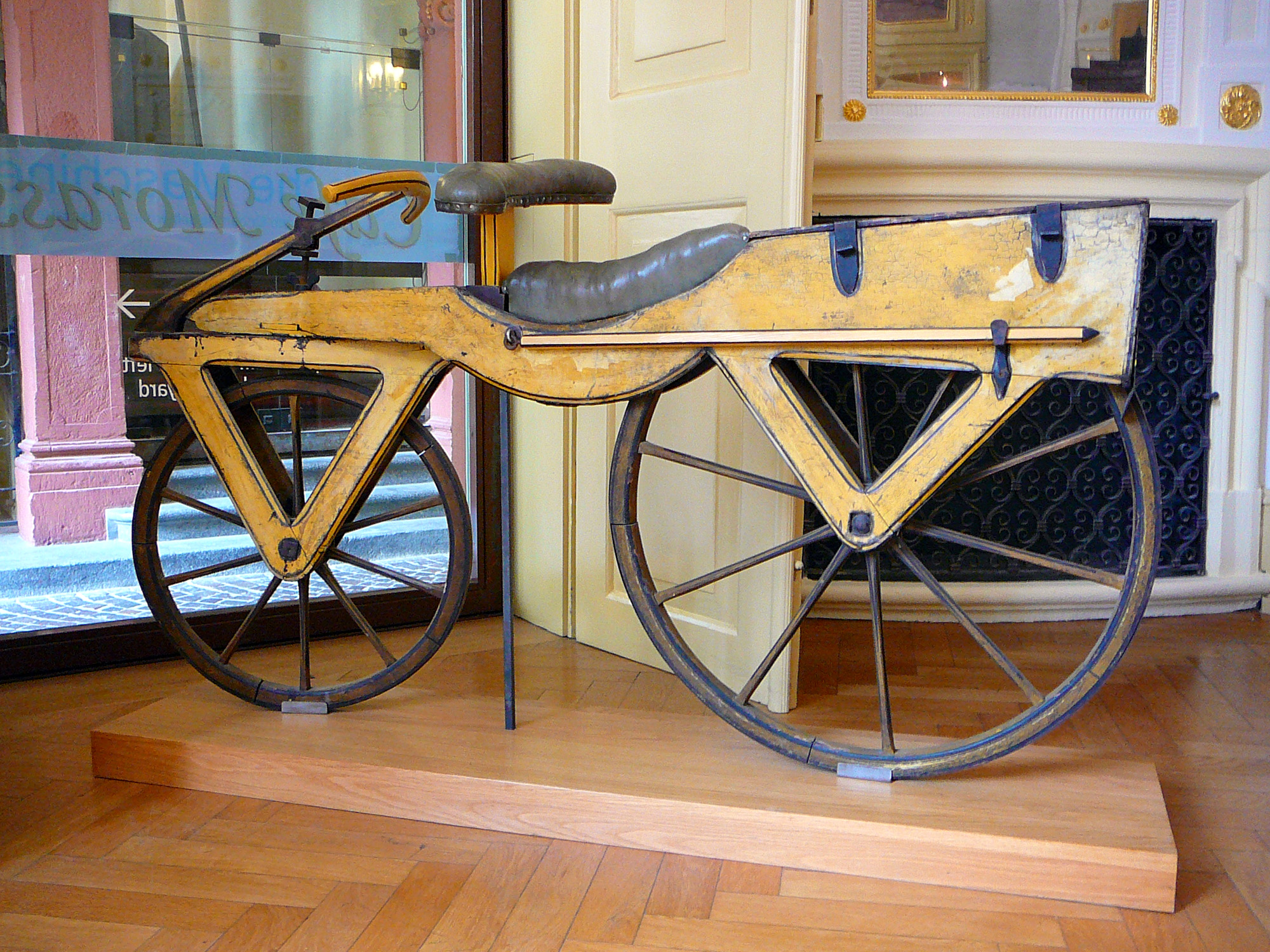
ドライジーネ

歴史上最初のバランスバイクは、今日の自転車の原型となったカール・ドライスによるドライジーネであり、現代では幼い子供がバランスやステアリングを体感習得するトレーニング用二輪車として、2010年代以降に普及している。また、バランスバイクを使用した競技レースも行われている。
日本では法令上自転車ではなく乗用玩具とされ、公道で使用出来ない。
また、「バランスバイク」が商標なのでランニングバイク、キックバイクとも称される。

## 構造

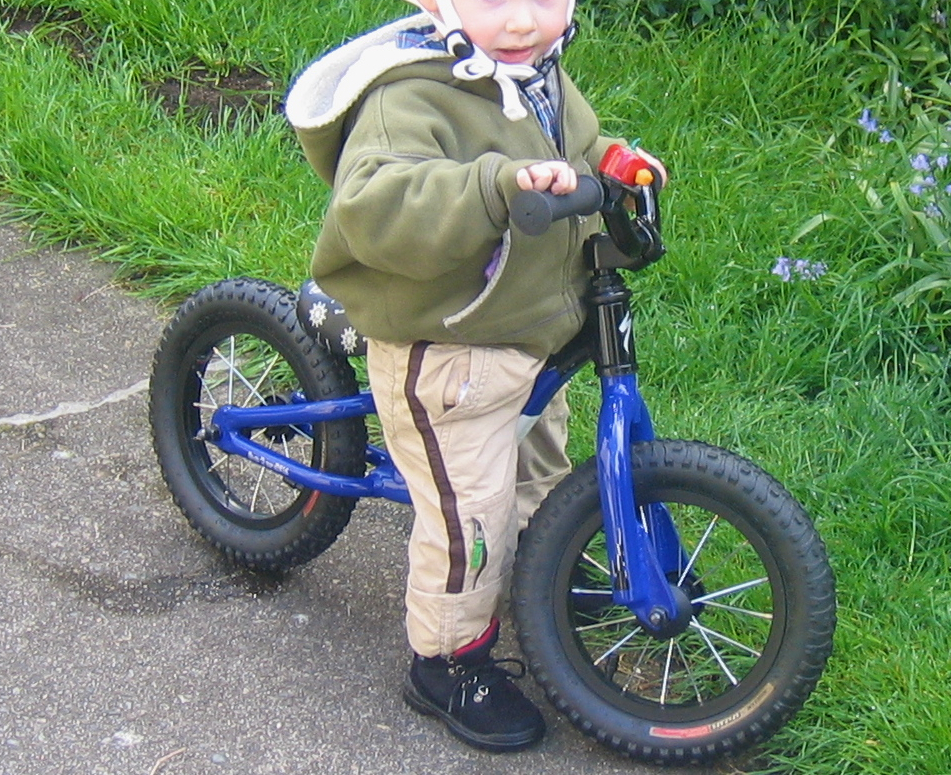
金属製バランスバイク上の幼児

フレームは金属または木製で、前輪と後輪は動力伝達機構（ペダルや駆動系）を持たないシンプルな車輪軸となっているものが主流だが、通常の自転車から動力伝達機構を取り外した構造とし、将来自転車へアップグレードできるようにした製品もある。
当初ブレーキはほとんど装備されていなかったが、乗り手の足で適切に停止できないおそれから、安全上手動リムブレーキなどを備える製品が推奨され、普及している。

## 使用
自転車と違い、サドルに座った状態で足裏が両方とも地面に着くことが望ましい。
幼い子供は、最初はサドルにまたがって歩き、次にサドルに座って歩く。やがて両足を地面から離し、バランスを取りながら車体を制御出来るようになってゆく。
こうしてバランスと当て舵を体得することで、自転車に乗れるようになるためのハードルとなっている『ペダル操作によるバランス喪失』を克服できる、と期待されている。
これは、従来の補助輪で懸念される『バランス保持のための逆操舵を（三輪車と同様に）妨げ、誤った感覚へ誘導してしまう』、
『位置調整が適切でないと、車体の傾きが異常になったりブレーキングを妨げるなど、体得の障害となりかねない』、
『依存によるクセが体得の障害となり得る』、
といった懸念に対する解決策として期待されている。
一方で小児科医らは、補助輪を使わないことで自転車により早く乗れるようになるという証拠は存在しないと述べている。
いずれにせよ、補助輪は幼い子供の日々の成長に合わせた適切な調整の継続が必須な装備であり、その手間が掛けられないならバランスバイクは選択肢となる。
その場合でも、幼い子供はブレーキを効果的に使うことができないおそれから、Brownはバランスバイクより子供用自転車のペダルを外すことを薦めている。

## 日本において
道路交通法第2条十一の二『自転車とはペダル又はハンド・クランクを用い、かつ、人の力により運転する二輪以上の車』より乗用玩具として扱われ、公道での走行は認められていない。ブレーキはこの規定にないため付いていても自転車には該当しない。
法令上の規定にかかわらず、他の幼い子供の飛び出し、車両の往来、操作不能となり得る坂道、階段や段差、水辺、乳児や幼児の多い場所などは避けるべきであろう。 